# 泰山國民運動中心
泰山國民運動中心是台灣新北市第8座國民運動中心，為地下2層、地上5層的建築物，主要，於2013年7月4日動工，於2015年7月19日完工試營啟用、8月5日正式啟用，裡面有各式各樣的運動設施可以優先體驗，時任新北市長朱立倫鼓勵每位市民能夠善加利用。並且還獲頒國家建設卓越獎公共建設類金質獎及中華民國內政部候選鑽石級的綠建築證明。
原為申請補助款需納入新莊區、五股區人口，因此最初命名新五泰國民運動中心，卻造成居民困擾，最終於2021年7月1日改為現名。

## 沿革
教育部體育署在網站中表示，行政院核定關於民眾的運動環境與健康著想所設立國民運動中心的計畫，打造屬於標準化、安全化、綠能化、舒適化的運動場所，鼓勵老中青少能夠保持良好的運動習慣，維持健全的身材。

## 設施介紹
| 樓層 | 樓層用途                                           |
| ---- | -------------------------------------------------- |
| 1F   | 游泳池                                             |
| 2F   | 幼兒體能訓練室、棋藝閱覽區、兒童遊戲室、會議室     |
| 3F   | 籃球教室、羽球教室、撞球教室、飛輪教室、體適能中心 |
| 4F   | 桌球教室、韻律教室                                 |
| 5F   | 技擊教室、肌力與體能訓練教室、壁球教室             |
| B2   | 停車場                                             |

## 周邊熱點
- 泰山公有市場
- 新北市立圖書館泰山分館
- 泰山區戶政事務所
- 泰山區衛生所
- 仁愛公園
- 同興公園：YouBike的租賃點之一。

## 優惠
試營期間，新莊、五股及泰山的民眾憑證件領取免費限量游泳課程體驗券。啟用期間，年滿65歲以上的民眾、低收入戶憑證件可享有部分時段的免費優惠使用游泳池、體適能中心；若是身心障礙手冊持有者可在任何開放時間免費使用館內的游泳池、健身房、桌球室及撞球間。

## 交通
- 公車

- 開車

- 捷運
  - 桃園捷運(機場線)泰山站：4號出入口(北則)位於新新北市泰山區泰林路二段(地址：新北市泰山區新北大道四段431號（為1、2、3、4(南則)號出入口，其中1號出入口位於面向新北大道四段，3號出入口位於停車場旁，2號出入口位停車場內。）
新北市泰山區泰林路二段2號（為4號出入口北則）

## 外部連結
- 新北市泰山國民運動中心 （页面存档备份，存于）
- 新北市政府體育處—泰山國民運動中心 （页面存档备份，存于）
- 新北市公共腳踏車網站 （页面存档备份，存于）
- 泰山國民運動中心的Facebook專頁